# Падилья (муниципалитет)
Падилья (исп. Padilla) — муниципалитет в Мексике, штат Тамаулипас с административным центром в городе Нуэва-Вилья-де-Падилья. Численность населения, по данным переписи 2010 года, составила 14 020 человек.

## Общие сведения
Название Padilla дано в честь доньи Марии Падильи, жены 52-го вице-короля Новой Испании Хуана Висенте де Гуэмеса.
Площадь муниципалитета равна 1359 км², что составляет 1,69 % от общей площади штата, а наивысшая точка — 197 метров, расположена в поселении Трес-Потранкас.
Падилья граничит с другими муниципалитетами штата Тамаулипас: на севере с Сан-Карлосом, на северо-востоке с Хименесом, на юго-востоке с Касасом, на юге с Гуэмесом, и на западе с Идальго.

## Учреждение и состав
Муниципалитет был образован в 1825 году, в его состав входит 111 населённых пунктов, самые крупные из которых:
| Код INEGI | Населённый пункт                                                                     | Численность населения (2005 год) | Численность населения (2010 год) |
| --------- | ------------------------------------------------------------------------------------ | -------------------------------- | -------------------------------- |
| 030       | Всего                                                                                | 12609                            | 14020                            |
| 0001      | Нуэва-Вилья-де-Падилья (исп. Nueva Villa de Padilla) 24°02′54″ с. ш. 98°54′03″ з. д. | 5135                             | 5517                             |
| 0009      | Барреталь (исп. Barretal) 24°05′02″ с. ш. 99°07′37″ з. д.                            | 2908                             | 3400                             |
| 0071      | Ла-Соледад (исп. La Soledad) 24°04′48″ с. ш. 99°04′44″ з. д.                         | 416                              | 606                              |
| 0020      | Корпус-Чристи (исп. Corpus Christi) 24°04′07″ с. ш. 98°57′06″ з. д.                  | 421                              | 436                              |
| 0062      | Сан-Патрисио (исп. San Patricio) 24°03′59″ с. ш. 99°04′58″ з. д.                     | 366                              | 398                              |
| 0065      | Санта-Хуана (исп. Santa Juana) 24°03′21″ с. ш. 98°59′41″ з. д.                       | 298                              | 336                              |
| 0072      | Эль-Таблеро (исп. El Tablero) 24°03′59″ с. ш. 99°00′08″ з. д.                        | 302                              | 327                              |
| 0018      | Ла-Консепсьон (исп. La Concepción) 24°04′06″ с. ш. 99°03′57″ з. д.                   | 250                              | 318                              |

## Экономика
По статистическим данным 2000 года, работоспособное население занято по секторам экономики в следующих пропорциях: сельское хозяйство, скотоводство и рыбная ловля — 51,8 %, промышленность и строительство — 11,3 %, сфера обслуживания и туризма — 34,5 %, прочее — 2,4 %.

## Инфраструктура
По статистическим данным 2010 года, инфраструктура развита следующим образом:

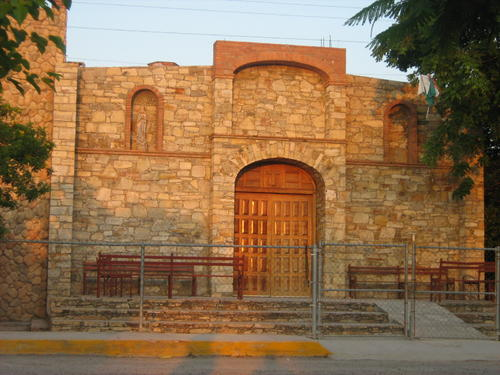
Церковь в Барретале

- электрификация: 98 %;
- водоснабжение: 97,1 %;
- водоотведение: 64,7 %.